# Nikolaj Coster-Waldau
Nikolaj Coster-Waldau (n. 27 iulie 1970, Rudkøbing, regiunea Syddanmark, Danemarca) este un actor danez, producător de film și scenarist.
A absolvit Statens Teaterskole din Copenhaga în 1993. În SUA, a jucat rolul detectivului John Amsterdam în scurtul serial Fox New Amsterdam, de asemenea rolul lui Frank Pike din serialul Fox din 2009 Virtuality. Din aprilie 2011, a devenit cunoscut la nivel internațional pentru interpretarea rolului lui Jaime Lannister din serialul HBO Urzeala tronurilor.

## Filmografie

### Film
| An   | Titlu                                  | Rol                     | Note                |
| ---- | -------------------------------------- | ----------------------- | ------------------- |
| 1994 | Nightwatch                             | Martin Bork             |                     |
| 1997 | Bent                                   | Wolf                    |                     |
| 1997 | Hemmeligheder                          | Mads                    |                     |
| 1998 | Wildside                               | Ossy                    | Și scenarist        |
| 1998 | Nattens engel                          | Frankie                 |                     |
| 1999 | The Cable Club                         | Rocker                  |                     |
| 1999 | Misery Harbour                         | Espen Arnakke           |                     |
| 2000 | På fremmed mark                        | Holt                    |                     |
| 2001 | Enigma                                 | Puck                    |                     |
| 2001 | Black Hawk Down                        | Gary Gordon             |                     |
| 2002 | 24 Hours in the Life of a Woman        | Anton                   |                     |
| 2003 | Stealing Rembrandt                     | Kenneth                 |                     |
| 2003 | The Bouncer                            | Svend                   |                     |
| 2004 | My Name Is Modesty                     | Miklos                  |                     |
| 2004 | The Good Cop                           | Sune                    |                     |
| 2004 | Wimbledon                              | Dieter Prohl            |                     |
| 2005 | Kingdom of Heaven                      | Village Sheriff         |                     |
| 2005 | The Headsman                           | Martin                  |                     |
| 2006 | Firewall                               | Liam                    |                     |
| 2006 | Triple Dare                            | Martin                  |                     |
| 2007 | The Baker                              | Bjorn                   |                     |
| 2007 | Wonderful and Loved by All             | Micke                   |                     |
| 2007 | The Early Years: Erik Nietzsche Part 1 | Sammy                   |                     |
| 2008 | The Kautokeino Rebellion               | Biskop Juell            |                     |
| 2008 | Himmerland                             | Thomas                  | Și coproducător     |
| 2009 | At World's End                         | Severin Geertsen        |                     |
| 2011 | Blackthorn                             | James Jovin             |                     |
| 2011 | Headhunters                            | Clas Greve              |                     |
| 2012 | Aurum                                  |                         | Producător executiv |
| 2013 | Mama                                   | Lucas / Jeffrey Desange |                     |
| 2013 | Oblivion                               | Sykes                   |                     |
| 2013 | A Thousand Times Good Night            | Marcus                  |                     |
| 2014 | The Other Woman                        | Mark                    |                     |
| 2014 | A Second Chance                        | Andreas                 |                     |
| 2014 | Upstart                                |                         | Producător executiv |
| 2014 | Livsforkortelses Ekspert               |                         | Producător          |
| 2016 | Gods of Egypt                          | Horus                   | Post-producție      |

### Televiziune
| An           | Titlu              | Rol                  | Note |
| ------------ | ------------------ | -------------------- | --- |
| 1993         | Slaget på tasken   | Christian            | Film TV |
| 1995         | Who's Hitler?      | Nattevagten          | Scurtmetraj TV |
| 1995         | Lyse tider         |                      | Scurtmetraj TV |
| 1997         | Jacobs liste       | Jacob                | TV movie |
| 2000         | Lock, Stock...     | Jordi                | 2 episoade |
| 2006         | Filthy Gorgeous    | Alex                 | Film TV |
| 2008         | New Amsterdam      | John Amsterdam       | 8 episoade |
| 2009         | Virtuality         | Commander Frank Pike | Film TV |
| 2009–2010    | The Left Wing Gang | Jan Weimann          | 5 episoade |
| 2011–present | Game of Thrones    | Jaime Lannister      | +28 episoade Nominalizare—Critics' Choice Television Award for Best Supporting Actor in a Drama Series (2013) Nominalizare—Satellite Award for Best Supporting Actor – Series, Miniseries or Television Film (2014) Nominalizare—Scream Award for Best Ensemble (2011) Nominalizare—Screen Actors Guild Award for Outstanding Performance by an Ensemble in a Drama Series (2011) |

## Legături externe
- Nikolaj Coster Waldau la Internet Movie Database